# Calendario de Adviento

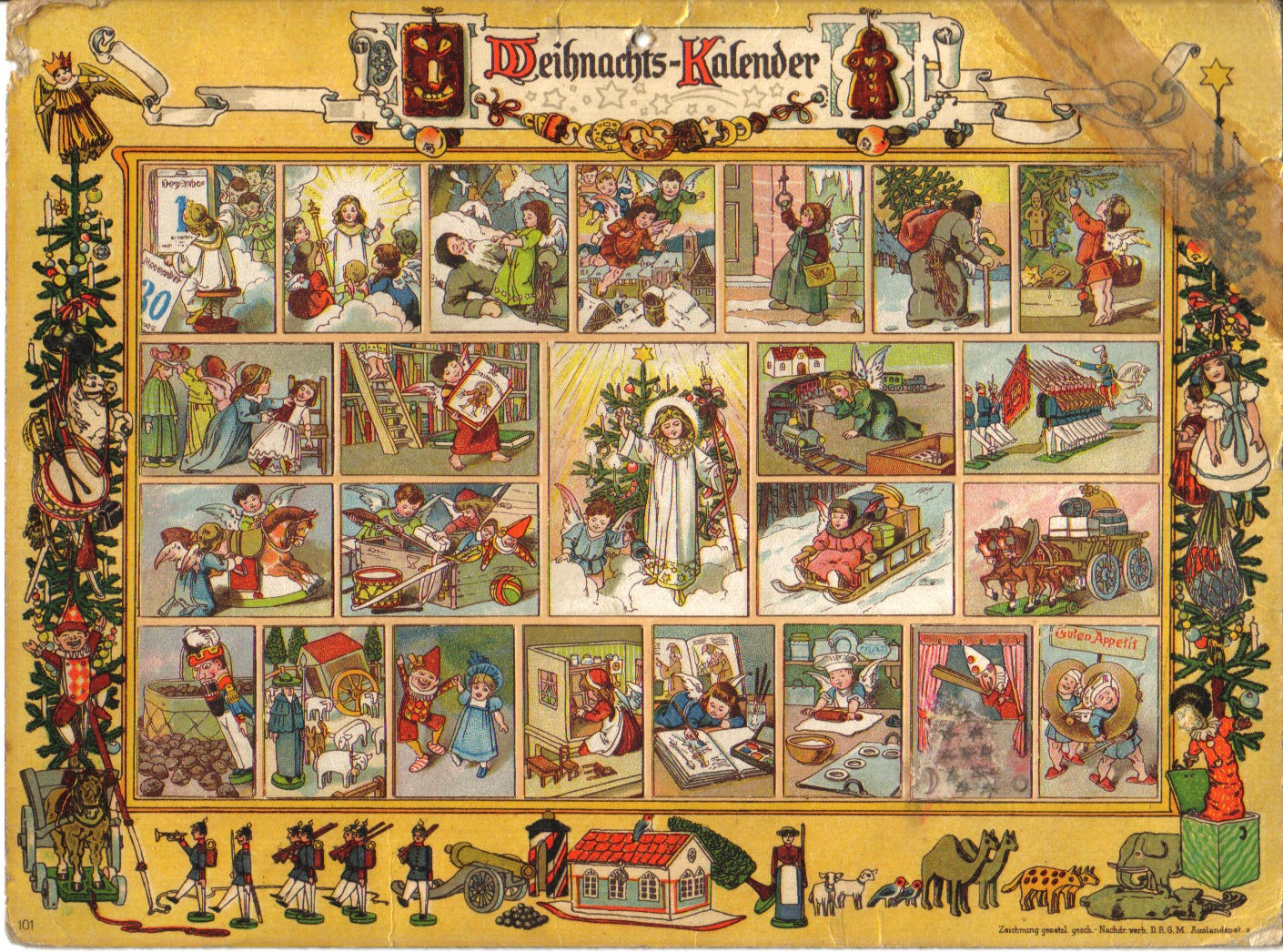
Representación del calendario de Adviento

Un calendario de Adviento (en alemán: Adventskalender o Adventkalender) es un símbolo de la temporada de Adviento, celebrada en diciembre, cerca de la Navidad. Es un calendario de «cuenta atrás» desde el 1 de diciembre hasta el 24 de diciembre (Nochebuena). Suele elaborarse para los niños y tiene forma de «conteo» para saber cuánto falta para las fiestas.

## Historia

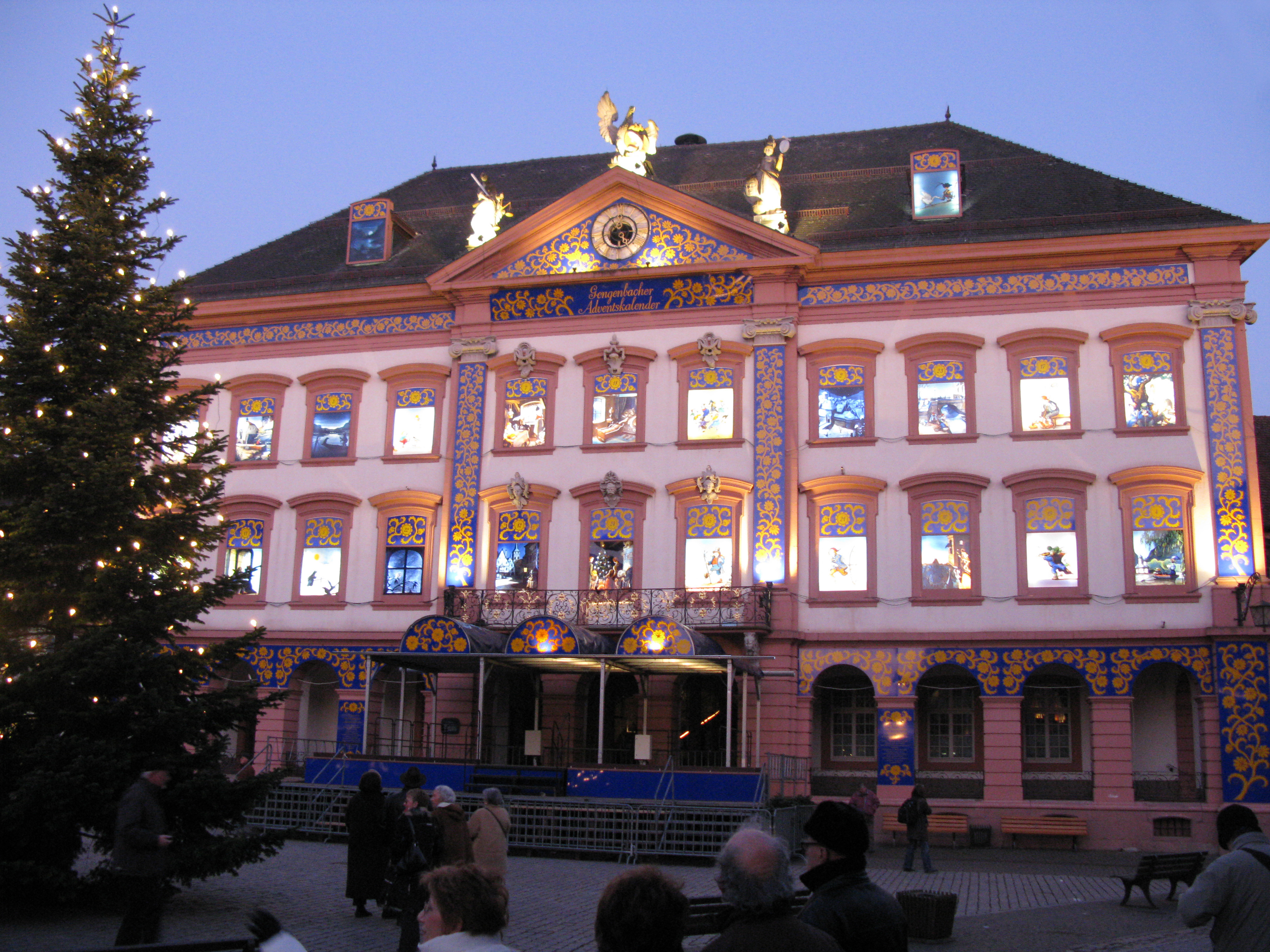
El ayuntamiento de Gengenbach, en Baden-Wurtemberg, decorado al estilo del calendario del Adviento.

Los orígenes del calendario de Adviento se remontan al siglo XIX en la Alemania protestante: los niños encendían una vela por cada día del periodo de Adviento, es decir, desde el primer domingo de Adviento (de fecha variable, que oscila entre el 27 de noviembre y el 3 de diciembre) hasta el día de Nochebuena. Hoy en día se han popularizado y exportado los calendarios de Adviento seculares, que a diferencia de los originales, suelen ser del 1 de diciembre a la Nochebuena. En los años 1920 se imprime el primer calendario con tabletas de chocolate para endulzar la espera. 

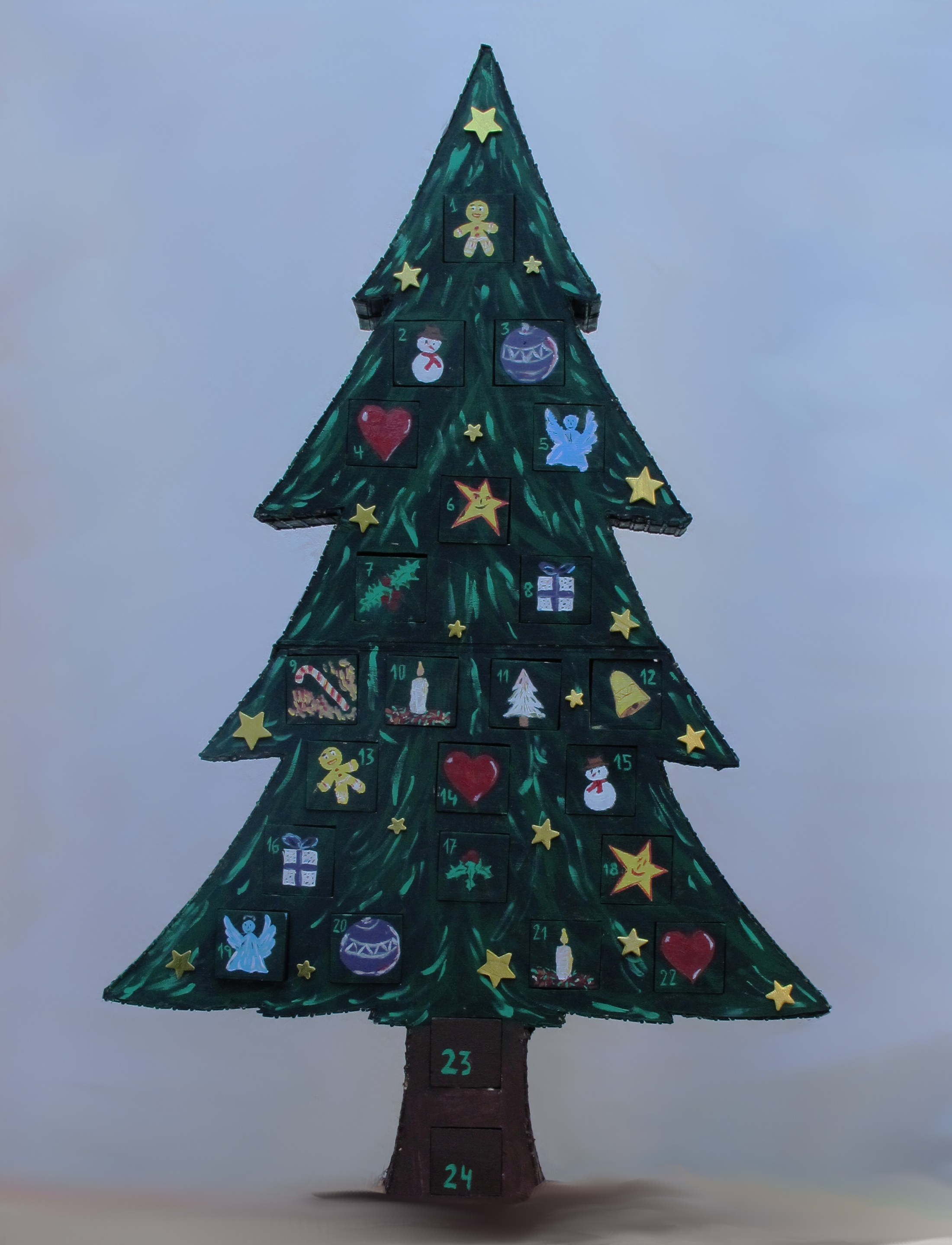
El calendario de Adviento en forma de árbol de Navidad

## Práctica
Actualmente en los países de tradición alemana (sobre todo protestante), los niños abren una ventanilla o cajón (depende del formato) cada día de las 24 entradas del calendario, para encontrar dentro un pequeño regalo (en las versiones más comunes y baratas, un pequeño juguete o una chocolatina; calendarios de este tipo se reparten a veces en tiendas en las semanas anteriores al Adviento). En 2023 se pueden encontrar calendarios con bombones, caramelos, juguetes, bolsitas de té, libritos, cerveza, etc.; los más creativos prefieren hacerlos ellos mismos.
Esta tradición se ha extendido en algunos sitios a eventos diarios durante los días de la temporada, y a veces en toda una temporada de ofertas, desde negocios físicos a ventas en línea; para algunos negocios, sus campañas anuales más destacadas se llevan a cabo en estas fechas (cabe notar que se trata de lugares que normalmente no celebran la tradición de los Reyes Magos).